# Nécropole de Buche delle Fate
Pour les articles homonymes, voir Buche.
La Nécropole de Buche delle Fate est constituée majoritairement par des tombes remontant à la période hellénistique (IVe – IIe siècle av. J.-C.) de la civilisation étrusque et est située dans le golfe de Baratti, dans la commune de  Piombino  (province de Livourne).

## Localisation
La nécropole est visitable à l'intérieur du Parc archéologique de Baratti et Populonia. 

## Types de tombes
Des autres nécropoles d'époque hellénistique, celle des Buche delle Fate est la plus facile d'accès.
Sur le versant occidental du promontoire, où se trouve le château de Populonia  et cachées par la végétation, se trouvent des tombes a camera souterraines creusées dans la roche dans une nécropole étrusque d'époque hellénistique semblables aux tombes de la nécropole delle Grotte et datant du IIIe – Ier siècle av. J.-C.